# Championnat du Liechtenstein de football
Le championnat de football du Liechtenstein de 1934, était le premier car tous les clubs du Liechtenstein étaient non seulement membres de la fédération suisse mais aussi de la fédération cantonale de Saint-Gall, qui avait placé tous les clubs du Liechtenstein dans un groupe régional, dont les vainqueurs étaient déclarés champions du Liechtenstein. L'édition 1937 n'avait qu'un seul participant (le FC Triesen), le championnat a donc été décerné sans qu'aucun match ne soit disputé. Aucune autre édition n'a été jouée (mais la Coupe du Liechtenstein a commencé après la Seconde Guerre mondiale).

## Championnat

### 1934
Le championnat de 1934, qui se déroule du 18 mars au 8 mai, fait partie du championnat cantonal de Saint-Gall.
Champion : FC Triesen

### 1935
Le championnat de 1935 se joue en tournoi, tous les matchs ont eu lieu le 31 juillet.
| Rang | Équipe     | Pts | J | G | N | P | Bp | Bc | Diff |
| ---- | ---------- | --- | - | - | - | - | -- | -- | ---- |
| 1    | FC Triesen | 4   | 2 | 2 | 0 | 0 | 6  | 2  | +4   |
| 2    | FC Balzers | 1   | 2 | 0 | 1 | 1 | 2  | 4  | -2   |
| 3    | FC Vaduz   | 1   | 2 | 0 | 1 | 1 | 0  | 2  | -2   |

| 31 juillet 1935 | FC Balzers | 0 - 0 | FC Vaduz |  |  |
|                 |            |       |          |  |  |

| 31 juillet 1935 | FC Balzers | 2 - 4 | FC Triesen |  |  |
|                 |            |       |            |  |  |

| 31 juillet 1935 | FC Triesen | 2 - 0 | FC Vaduz |  |  |
|                 |            |       |          |  |  |

Champion : FC Triesen (2)

### 1936
Le championnat de 1936 se déroule sous la forme d'un match aller-retour et d'un match additionnel puisque les deux équipes ont chacune gagné un match.
| 10 mai 1936 | FC Vaduz | 3 - 0 | FC Triesen |  |  |
|             |          |       |            |  |  |

| 17 mai 1936 | FC Triesen | 3 - 2 | FC Vaduz |  |  |
|             |            |       |          |  |  |

| 24 mai 1936 | FC Vaduz | - | FC Triesen |  |  |
|             |          |   |            |  |  |

Champion : FC Vaduz (1)

### 1937
Un seul club s'est inscrit, ce qui lui a valu le titre par défaut.
Champion : FC Triesen (3)

## Palmarès
| Rang | Clubs      | Titre(s) | Année(s)         |
| ---- | ---------- | -------- | ---------------- |
| 1    | FC Triesen | 3        | 1934, 1935, 1937 |
| 2    | FC Vaduz   | 1        | 1936             |